# 宮崎市消防局
宮崎市消防局（みやざきししょうぼうきょく）は、宮崎県宮崎市の消防部局（消防本部）。国富町、綾町は宮崎市に消防事務を委託している。

## 沿革
- 1948年4月 宮崎市消防本部を開設する。
- 1948年6月 宮崎市消防署を開設する。
- 1950年12月 消防本部・消防署が移転する。
- 1958年12月 消防本部に課制を導入する。
- 1960年4月 北派出所（後の江平出張所）を開設する。
- 1964年4月 救急業務を開始する。
- 1964年8月 消防本部・消防署が移転する。
- 1964年12月 救急車を配備し、本格的な救急業務を開始する。
- 1967年8月 南出張所（後の大淀出張所）を開設する。
- 1969年12月 中央出張所（後の別府出張所）を開設する。
- 1970年7月 救急車のサイレンを電子音（ピーポーサイレン）に取り替える。
- 1972年4月 南分署を開設する。
- 1973年4月 清武町・田野町・佐土原町・高岡町・国富町・綾町の消防事務を受託する。
- 1974年4月 南分署が南消防署に昇格し、2署制となる。宮崎市消防署を北消防署に改称する。青島出張所・北部出張所・西部出張所・南部出張所を開設する。
- 1977年4月 宮崎市消防本部を宮崎市消防局に改称する。
- 1977年5月 大塚出張所を開設する。
- 1979年4月 南消防署新庁舎が竣工する。
- 1981年2月 消防本部・北消防署が現在地（和知川原1丁目）に移転する。江平出張所を廃止する。
- 1984年6月 東分署を開設する。別府出張所を廃止する。
- 1990年4月 南消防署新庁舎が竣工し移転する。
- 1992年12月 初の高規格救急車を北消防署に配備する。
- 1993年12月 大淀出張所・大塚出張所・青島出張所を統合し、中部出張所を開設する。
- 1995年2月 旧青島出張所を青島臨時救急出張所として開設する。
- 1995年11月 青島臨時救急出張所が青島救急出張所になる。
- 1997年12月 青島救急出張所を移転新築し、タンク車を配置した上で青島出張所に改称する。
- 2001年3月 消防局Webサイトを開設する。
- 2006年1月 消防事務を受託していた佐土原町・高岡町・田野町を編入合併する。
- 2007年3月 住吉救急出張所を開設する。
- 2008年7月 東分署に高度救助隊「スーパーレスキューみやざき」を新設する。
- 2010年3月 消防事務を受託していた清武町を編入合併する。
  - 高度救助隊員6名を国際消防救助隊に登録した。
- 2011年3月 東日本大震災の被災地・岩手県陸前高田市に緊急消防援助隊を派遣しで捜索救助活動を行った。
- 2019年6月 緊急消防援助隊として「土砂・風水害機動支援部隊」「NBC災害即応部隊」発足
- 2026年中 消防局・北消防署を霧島5丁目に移転予定[1][2]。

## 組織
- 本部：総務課、警防課、予防課、指令課
- 消防署 - 北消防署・南消防署

北消防署・南消防署の管区境界は、大淀川の中心線を境としている。

## 主力機械
2024年4月1日現在
- 消防ポンプ車：4（CD-II：北・南、CD-I：北部・南部）
- タンク車：8（住吉以外に各所II型1両。東・西部のみI型）
- はしご車：2（30m級：1（東梯子）、25m級屈折はしご車：1（南梯子））
- 化学車：2（II型：北化学・南化学）
- 救助工作車：2（III型：高度救助(東救助)・II型：南救助）
- 司令車：1（局司令車）
- 救急車：14(予備4)
- 補給車（北水槽車）：1
- 資機材搬送車：3（北・東・南 うち1台は総務省消防庁より貸与）
- 調査車：2（北・南）
- 指揮車：3（北・東・南 うち2台は総務省消防庁より貸与）
- 多目的車：2（南・西部）
- 支援車：2（北・南 うち1台は総務省消防庁より貸与）
- 燃料輸送車：1（北・総務省消防庁より貸与）
- 災害対応車：1（南・総務省消防庁より貸与）
- 小型救助車：1（南・総務省消防庁より貸与）
- ボートトレーラー：4
- 水陸両用バギー：1（東・総務省消防庁より貸与）
- その他：35
- 合計：91

うち総務省消防庁からの貸与車両（9両）
- 指揮隊車（東指揮・南指揮）
- 無線中継車（局無線中継）
- 燃料補給車（北燃料補給）
- 資機材搬送車（東資機材搬送）
- 支援車（南支援）
- 小型救助車（南小型救助）
- その他（南災害対応、東水陸両用バギー）

うち緊急消防援助隊登録車両（貸与車両除く）（9両）
- タンク車：北タンク、中部タンク
- 救助工作車：高度救助
- はしご車：南梯子
- 化学車：北化学
- 高規格救急車：救急北部・救急住吉・救急中部
- 支援車：北支援

## 消防署
| 消防署   | 住所                     | 分署                        | 出張所                                                                                          |
| -------- | ------------------------ | --------------------------- | ----------------------------------------------------------------------------------------------- |
| 北消防署 | 宮崎市和知川原1-64-2     | 東：宮崎市吉村町嶋田甲744-1 | 北部：宮崎市佐土原町下那珂12900 西部：東諸県郡国富町大字嵐田2416-1 住吉救急：宮崎市大字芳士62-2 |
| 南消防署 | 宮崎市大字本郷北方3160-1 | なし                        | 中部：宮崎市生目台東1-2-1 南部：宮崎市清武町今泉甲3609-5 青島：宮崎市青島1-8-9                  |